# Gráf Légrádi Balázs
Gráf Légrádi Balázs (Szombathely, 1971 –) terapeuta, tréner, író/dalszövegíró.

## Szakmai tevékenység
Szociális munkát, mentálhigiénét, pszichológiát tanult több képzőhelyen (POTE, BDTF, ELTE) Pályaorientációs tréner végzettsége mellett, a képzések során más irányokban (személyiségfejlesztés, kommunikáció, konfliktuskezelés) is képezte magát. A segítő foglalkozások kockázatai címen kiterjedt kutatásokat végzett a kiégés és a Helfer szindróma előfordulásának, illetve gyakoriságának tekintetében; a Maslach és Jackson által kidolgozott kiégési kérdőívet használta fel a kutatáshoz.
Az íráson kívül egyéni, párkapcsolati és családi elakadások megoldásában segédkezik. Kidolgozott egy sajátos terápiás munkamódszert valóságterápia néven. A valóságterápia a valódi valóság megismerésére helyezi a hangsúlyt. A múltbéli negatív beidegződések, minták, téves szűrők lebontására, a belső szemüvegünk megtisztítására és aztán ezt követően új minták kialakítására. A valóság, még ha fáj is, az új minták kialakításával együtt, az egyetlen valódi tapasztalati lehetőség a tartós, hosszú távú változásra, fejlődésre, minden más csak rövid távú illúzió. Hiába teszünk bármit, ha nem abból indulunk ki, ami valójában van, ha nem ezt látjuk tévúton járunk.
Sokszor maguk a terápiás módszerek is csak az illúziókat erősítik tovább, a valódi változás helyett. Terápiára járok évek óta, mondogatják sokan és ezért minden rendben van, közben pedig a valóság egész mást mutat.

## Művei
- A játékos képzelet kalodája. Szövegköltemények, 1988-1993; Magyar Zeneművészek és Táncművészek Szakszervezete Országos Szórakoztatózenei Központ Vas Megyei Kirendeltsége, Szombathely, 1993[3]
- Egy lelki érettségét üldöző bohóc vallomásai. Szövegköltemények (1993-1996); Bahia, Bp., 1996[4]
- A végtelen felé; Masszi, Bp., 2003[5]

## Zene
Laterna Magica Music Team néven létrehozott egy zenekart, amely a könyveiben szereplő szövegeket zenésítette meg. Az eltelt évek folyamán a zenekar összetétele folyamatosan változott, és lassan átalakult a szerző kötetbemutató koncertjeinek kíséretévé. 1998-ban jelent meg Női lélek című lemeze. A zenekar több emlékezetes koncert - 1995-ben két alkalommal is felléptek a Sziget Fesztiválon - után 1999 végén megszűnt. Azóta Gráf Légrádi felolvasóesteket tart.
2008-ban Kék hotel címmel dalszövege jelent meg a Republic együttes Tiszta udvar, rendes ház című lemezén.
2010-ben Csak szállj... címmel dalszövege jelent meg Koncz Zsuzsa 37 című lemezén.
2013-ban dalt írt Minden ugyanaz címmel barátja, Cipő emlékére.

## Színház
Szerepelt a Madách Színház Mr. Pornowsky előkerül című zenés darabjában.
2010-ben írt egy kétfelvonásos színművet Kék Hotel címmel.